# 千葉県高等学校一覧
| 総数                        | 182校            |
| 国立                        | なし             |
| 公立                        | 128校            |
| 私立                        | 54校             |
| 教育委員会所在地            | 〒260-8662       |
| 千葉県千葉市中央区市場町1-1 |                  |
| 公式サイト                  | 千葉県教育委員会 |

千葉県高等学校一覧（ちばけんこうとうがっこういちらん）は、千葉県の高等学校一覧。
全日制課程の存在しない高等学校については、定時制は「○○高等学校｛定時制｝」通信制は「○○高等学校｛通信制｝」定時制・通信制共に存在する場合は、定時制表記で記載する。

## 県立高等学校
- 全日制普通科は第1から第9までの9つの学区[1]。当該市町村に属する学区に隣接する学区の高校も志願可能。
  - 第1学区 - 千葉市
  - 第2学区 - 市川市・船橋市・松戸市・習志野市・八千代市・浦安市
  - 第3学区 - 野田市・柏市・流山市・我孫子市・鎌ケ谷市
  - 第4学区 - 成田市・佐倉市・四街道市・八街市・印西市・白井市・富里市・酒々井町・栄町
  - 第5学区 - 銚子市・香取市・匝瑳市・旭市・神崎町・東庄町・多古町
  - 第6学区 - 東金市・山武市・大網白里市・九十九里町・横芝光町・芝山町
  - 第7学区 - 茂原市・勝浦市・いすみ市・長柄町・長南町・睦沢町・一宮町・白子町・長生村・大多喜町・御宿町
  - 第8学区 - 館山市・鴨川市・南房総市・鋸南町
  - 第9学区 - 木更津市・市原市・君津市・富津市・袖ケ浦市

- 千葉女子高校、木更津東高校の普通科は全県学区
- 全日制専門学科・総合学科と定時制は全県学区

### 千葉市

#### 中央区
- 千葉県立千葉高等学校
- 千葉県立千葉南高等学校
- 千葉県立千葉工業高等学校
- 千葉県立千葉商業高等学校
- 千葉県立生浜高等学校

#### 花見川区
- 千葉県立柏井高等学校
- 千葉県立犢橋高等学校

#### 稲毛区
- 千葉県立千葉東高等学校
- 千葉県立千葉北高等学校
- 千葉県立千葉女子高等学校
- 千葉県立京葉工業高等学校

#### 若葉区
- 千葉県立泉高等学校
- 千葉県立千城台高等学校
- 千葉県立千葉大宮高等学校｛通信制｝
- 千葉県立若松高等学校

#### 緑区
- 千葉県立土気高等学校

#### 美浜区
- 千葉県立千葉西高等学校
- 千葉県立磯辺高等学校
- 千葉県立検見川高等学校
- 千葉県立幕張総合高等学校

### 銚子市
- 千葉県立銚子高等学校
- 千葉県立銚子商業高等学校

### 市川市
- 千葉県立市川東高等学校
- 千葉県立市川南高等学校
- 千葉県立市川昴高等学校
- 千葉県立市川工業高等学校
- 千葉県立行徳高等学校
- 千葉県立国府台高等学校
- 千葉県立国分高等学校

### 船橋市
- 千葉県立船橋高等学校
- 千葉県立船橋東高等学校
- 千葉県立船橋北高等学校
- 千葉県立船橋古和釜高等学校
- 千葉県立船橋芝山高等学校
- 千葉県立船橋豊富高等学校
- 千葉県立船橋二和高等学校
- 千葉県立船橋法典高等学校
- 千葉県立船橋啓明高等学校
- 千葉県立薬園台高等学校

### 館山市
- 千葉県立安房高等学校
- 千葉県立館山総合高等学校

### 木更津市
- 千葉県立木更津高等学校
- 千葉県立木更津東高等学校

### 松戸市
- 千葉県立松戸高等学校
- 千葉県立松戸南高等学校｛定時制｝
- 千葉県立松戸馬橋高等学校
- 千葉県立松戸六実高等学校
- 千葉県立松戸向陽高等学校
- 千葉県立松戸国際高等学校
- 千葉県立小金高等学校

### 野田市
- 千葉県立野田中央高等学校
- 千葉県立関宿高等学校
- 千葉県立清水高等学校

### 香取市
- 千葉県立佐原高等学校
- 千葉県立佐原白楊高等学校
- 千葉県立小見川高等学校

### 茂原市
- 千葉県立茂原高等学校
- 千葉県立茂原樟陽高等学校
- 千葉県立長生高等学校

### 成田市
- 千葉県立成田北高等学校
- 千葉県立成田国際高等学校
- 千葉県立成田西陵高等学校
- 千葉県立下総高等学校

### 佐倉市
- 千葉県立佐倉高等学校
- 千葉県立佐倉東高等学校
- 千葉県立佐倉西高等学校
- 千葉県立佐倉南高等学校

### 東金市
- 千葉県立東金高等学校
- 千葉県立東金商業高等学校

### 匝瑳市
- 千葉県立匝瑳高等学校

### 旭市
- 千葉県立旭農業高等学校
- 千葉県立東総工業高等学校

### 習志野市
- 千葉県立津田沼高等学校
- 千葉県立実籾高等学校

### 柏市
- 千葉県立柏高等学校
- 千葉県立柏中央高等学校
- 千葉県立柏南高等学校
- 千葉県立柏の葉高等学校
- 千葉県立柏陵高等学校
- 千葉県立東葛飾高等学校
- 千葉県立沼南高等学校
- 千葉県立沼南高柳高等学校

### 市原市
- 千葉県立市原高等学校
- 千葉県立市原緑高等学校
- 千葉県立市原八幡高等学校
- 千葉県立姉崎高等学校
- 千葉県立京葉高等学校

### 流山市
- 千葉県立流山高等学校
- 千葉県立流山北高等学校
- 千葉県立流山南高等学校
- 千葉県立流山おおたかの森高等学校

### 八千代市
- 千葉県立八千代高等学校
- 千葉県立八千代東高等学校
- 千葉県立八千代西高等学校

### 我孫子市
- 千葉県立我孫子高等学校
- 千葉県立我孫子東高等学校

### 鴨川市
- 千葉県立長狭高等学校

### 鎌ケ谷市
- 千葉県立鎌ヶ谷高等学校
- 千葉県立鎌ヶ谷西高等学校

### 君津市
- 千葉県立君津高等学校
- 千葉県立君津青葉高等学校

### 富津市
- 千葉県立天羽高等学校
- 千葉県立君津商業高等学校

### 浦安市
- 千葉県立浦安高等学校
- 千葉県立浦安南高等学校

### 四街道市
- 千葉県立四街道高等学校
- 千葉県立四街道北高等学校

### 袖ケ浦市
- 千葉県立袖ヶ浦高等学校

### 八街市
- 千葉県立八街高等学校

### 印西市
- 千葉県立印旛明誠高等学校

### 白井市
- 千葉県立白井高等学校

### 富里市
- 千葉県立富里高等学校

### いすみ市
- 千葉県立大原高等学校

### 南房総市
- 千葉県立安房拓心高等学校

### 山武市
- 千葉県立成東高等学校
- 千葉県立松尾高等学校

### 大網白里市
- 千葉県立大網高等学校

### 香取郡

#### 多古町
- 千葉県立多古高等学校

### 山武郡

#### 九十九里町
- 千葉県立九十九里高等学校

### 長生郡

#### 一宮町
- 千葉県立一宮商業高等学校

### 夷隅郡

#### 大多喜町
- 千葉県立大多喜高等学校

## 市立高等学校
銚子市立銚子高等学校の理数科と、それ以外の市立高等学校の普通科以外の学科は全県学区から志願が可能である。
- 千葉市立千葉高等学校
通学区は千葉市全域。
- 千葉市立稲毛高等学校
通学区は千葉市全域。
- 柏市立柏高等学校
通学区は県立高等学校の第２～第４学区にあたる区域。
- 銚子市立銚子高等学校
通学区は県立高等学校の第４～第６学区にあたる区域。
- 習志野市立習志野高等学校
- 船橋市立船橋高等学校
- 松戸市立松戸高等学校

## 私立高等学校

### 千葉市

#### 中央区
- 飛鳥未来高等学校千葉キャンパス｛通信制｝
- 植草学園大学附属高等学校
- 千葉聖心高等学校
- 千葉明徳高等学校
- 明聖高等学校千葉本校｛通信制｝

#### 稲毛区
- 敬愛学園高等学校
- 千葉経済大学附属高等学校

#### 若葉区
- 桜林高等学校

#### 美浜区
- 渋谷教育学園幕張高等学校
- 昭和学院秀英高等学校

### 市川市
- 市川学園市川高等学校
- 国府台女子学院高等部
- 昭和学院高等学校
- 千葉商科大学付属高等学校
- 日出学園高等学校
- 不二女子高等学校
- 和洋国府台女子高等学校

### 船橋市
- 千葉日本大学第一高等学校
- 東京学館船橋高等学校
- 東葉高等学校
- 中山学園高等学校｛通信制｝
- 日本大学習志野高等学校

### 館山市
- 千葉県安房西高等学校

### 木更津市
- 木更津総合高等学校
- 暁星国際高等学校（全寮制）
- 志学館高等部
- 拓殖大学紅陵高等学校

### 松戸市
- 光英VERITAS高等学校
- 専修大学松戸高等学校

### 野田市
- あずさ第一高等学校｛通信制｝
- 西武台千葉高等学校

### 香取市
- 千葉萌陽高等学校

### 茂原市
- 茂原北陵高等学校
- ヒューマンキャンパス高等学校｛通信制｝

### 成田市
- 成田高等学校

### 東金市
- 千葉学芸高等学校

### 匝瑳市
- 敬愛大学八日市場高等学校

### 習志野市
- 東邦大学付属東邦高等学校

### 柏市
- 芝浦工業大学柏高等学校
- 二松學舍大学附属柏高等学校
- 日本体育大学柏高等学校
- 流通経済大学付属柏高等学校
- 麗澤高等学校

### 勝浦市
- 成美学園高等學校

### 市原市
- 市原中央高等学校
- 東海大学付属市原望洋高等学校

### 八千代市
- 千葉英和高等学校
- 八千代松陰高等学校
- 秀明大学学校教師学部附属秀明八千代高等学校

### 我孫子市
- 我孫子二階堂高等学校
- 中央学院高等学校

### 鴨川市
- 鴨川令徳高等学校

### 君津市
- 翔凜高等学校

### 浦安市
- 東海大学付属浦安高等学校
- 東京学館浦安高等学校

### 四街道市
- 愛国学園大学附属四街道高等学校
- 千葉敬愛高等学校

### 八街市
- 千葉黎明高等学校

### 印西市
- 時任学園中等教育学校（全寮制）

### 印旛郡

#### 酒々井町
- 東京学館高等学校

### 香取郡

#### 多古町
- わせがく高等学校｛通信制｝

### 山武郡

#### 横芝光町
- 横芝敬愛高等学校

### 夷隅郡

#### 御宿町
- 中央国際高等学校